# Prooksidans
Prooksidansi su hemijska jedinjenja koja indukuju oksidativni stres putem formiranja reaktivnih vrsta kiseonika ili inhibiranjem antioksidansnog sistema. Oksidativni stres koji ove hemikalije proizvode može da ošteti ćelije i tkiva. Na primer, prekomerna doza analgetika paracetamola (acetaminofena) može da uzrokuje fatalno oštećenje jetre. Do toga delom dolazi putem proizvodnje reaktivnih vrsta kiseonika.
Neke supstance mogu da deluju kao bilo antioksidansi ili prooksidansi, u zavisnosti od specifičnih uslova. Važne promenljive su koncentracija hemikalije i prisustvo kiseonika ili prelaznog metala. Mada je termodinamički veoma povoljna, redukcija molekularnog kiseonika ili peroksida do superoksida ili hidroksilnog radikala je spinski nedozvoljena. To znatno umanjuje brzine tih reakcija, te omogućava postojanje aerobnih životnih formi. Redukcija kiseonika tipično obuhvata bilo inicijalno formiranje singlet kiseonika ili spin-orbitalno sprezanje putem redukcije prelaznih metala poput mangana, gvožđa ili bakra. Ovaj redukovani metal zatim prenosi jedan elektron do molekulskog kiseonika ili peroksida.